# 맥아더 라인
맥아더 라인(영어: MacArthur line, 일본어: マッカーサー・ライン)은 제2차 세계 대전 종결 이후 연합군 최고 사령관 총사령부 (GHQ)의 문서 SCAPIN1033 호 "일본의 어업 및 포경업에인가 된 구역에 관한 각서 '에 의해 정해진 일본 어선의 활동 가능 영역이다.
"이 승인은 관계 지역 또는 다른 어떤 지역에 관해서도 일본의 관할권, 국제 경계선 또는 어업권에 대한 최종 결정에 관한 연합국 측의 정책 표명은 아니다"라는 문구가 담겨있다. 또 맥아더 라인은 일본과 연합국의 샌프란시스코 강화조약 서명 조인으로 유효성을 완전히 잃었다.

SCAPIN　　1033
　　　　　　　　　　　　　　　　　　　　　　　　　　　　　　　　　　　　　22 June 1946
SUBJECT : Area Authorized for Japanese Fishing and Whaling.
3.
(b)　Japanese vessels or personnel thereof will not approach closer than twelve (12) miles to Takeshima (37°15' North Latitude, 131°53' East Longitude) nor have any contact with said island.
5.　The present authorization is not an expression of allied policy relative to ultimate determination of national jurisdiction, international boundaries or fishing rights in the area concerned or in any other area.
wikisource:SCAPIN1033

## 같이 보기
- 독도 - 독도 분쟁
- 평화선
- 러스크 서한
- 원양어업
- 연안어업